# Astérix et le chaudron
Astérix et le chaudron est le treizième album de la bande dessinée Astérix, publié en 1969, scénarisé par René Goscinny et dessiné par Albert Uderzo.
Il a été pré-publié dans le journal Pilote du no 469 (31 octobre 1968) au no 491 (3 avril 1969).

## Résumé
Pour ne pas payer ses impôts, Moralélastix, un chef gaulois avare, dépose tout l'argent de sa tribu dans un chaudron (préalablement vidé de la soupe à l'oignon qu'il contenait) et demande à Abraracourcix de le garder dans son village jusqu'au passage du questeur romain. Abraracourcix accepte mais dans la nuit, le chaudron, gardé par Astérix, est dérobé.
Le conseil du village est alors contraint, en raison du code d'honneur gaulois, de bannir Astérix. Pour être autorisé à revenir parmi les siens en ayant effacé sa faute, Astérix doit rapporter le chaudron à nouveau rempli de pièces. Obélix, qui ne veut pas le laisser s'en aller seul, décide de l'accompagner, avec Idéfix.
Ils se rendent d'abord au camp voisin de Petibonum, croyant les Romains coupables du vol. Ils visitent ensuite les pirates, qui ont installé un restaurant dans leur bateau sur la plage. Puis ils se rendent dans la grande cité gallo-romaine la plus proche, Condate (l'actuelle Rennes), espérant y trouver un moyen de gagner l'importante somme d'argent nécessaire à leur retour. À la foire de Condate, ils essaient d'abord de vendre au marché des sangliers capturés dans la forêt. Puis Obélix a l'idée de faire d'Idéfix un chien savant. Ils s'essaient ensuite au spectacle de gladiateurs. Puis ils se font acteurs de théâtre dans un spectacle qui tourne au fiasco. Ils essaient ensuite de gagner de l'argent à l'hippodrome en pariant sur des courses de chars, mais perdent. Ils tentent même de braquer la banque, le Crédit Latin, dont les coffres s'avèrent vides.
Désespéré, Astérix se résout à rendre le chaudron, vide, à Moralélastix, quitte à être définitivement banni du village. Ils partent donc pour le village du chef gallo-romain. Mais en cours de route, ils dépouillent le collecteur d'impôt romain qui vient de quitter ce village, et grâce à l'odeur caractéristique d'oignon des sesterces, Astérix découvre que c'est le chef Moralélastix lui-même qui a volé l'argent du chaudron pour payer les impôts romains tout en l'obligeant à rembourser ce qui a été prétendument volé.
Moralélastix se bat en duel contre Astérix, mais perd à la fois le combat et le chaudron de sesterces, qui tombe du haut de la falaise bordant le village (pour atterrir sur le navire pirate qui passait en dessous). Astérix et Obélix quittent un Moralélastix en pleurs et rentrent, l'honneur sauf, au village pour le banquet final.

## Personnages principaux
- Les habitants du village gaulois, dont : 
  - Astérix, guerrier,
  - Obélix, livreur de menhir,
  - Idéfix, chien d'Obélix,
  - Panoramix, druide,
  - Assurancetourix, barde,
  - Agecanonix, vieillard,
  - Abraracourcix, chef du village,
  - Cétautomatix, forgeron,
  - Bonemine, épouse d'Abraracourcix,
- Moralélastix, chef avare d'un village voisin,
- centurion et légionnaires romains du camp de Petibonum,
- Les pirates, dont : 
  - Barbe-Rouge (non nommé), chef des pirates,
  - Triple-Patte (non nommé), pirate unijambiste disant des citations latines,
  - Baba (non nommé), vigie des pirates,
- marchand d'oies ;
- Antibiotix, marchand de sangliers au marché de Condate ;
- propriétaire de gladiateurs à Condate ;
- Éléonoradus, metteur en scène au théâtre de Condate ;
- Juleraimus, acteur de théâtre à Condate ;
- joueur aux courses hippiques à l'hippodrome de Condate ;
- Distributiondéprix, expert en courses hippiques à l'hippodrome de Condate ;
- aubergiste de l'Auberge du Crédit pas Mort à Condate,
- directeur de la banque Crédit Latin de Condate,
- questeur romain.

## Analyse

### Scénario
Planche 3, cases 6, 7 et 8, page 7: C'est un des rares albums où René Goscinny fait une allusion directe à l'Occupation. À Abraracourcix qui lui reproche d'être « au mieux » avec les Romains, Moralélastix répond : « Tu n'as pas le droit de douter de mon patriotisme ! Je trafique avec les Romains, soit... Mais je leur ai toujours fait payer le double du prix que j'aurais demandé aux Gaulois ! ». Les Français coupables de collaboration économique utilisaient des arguments similaires pour se justifier.
Planche 13, case 8, page 17 : Dans la phrase d'Obélix  : « Peut-être qu'ils nous paieraient pour les entendre ? », le verbe payer change de temps à l'occasion d'une nouvelle édition de l'album, passant du conditionnel présent (paieraient) au  futur simple (paieront).
Planche 14, case 6, page 18 : Le marchand reprend une de ses « oies » qui n'est pas au « pas », allusion à la marche militaire au pas de l'oie.
Planche 25, cases 1 et 5, page 29: Deux des acteurs du théâtre romain de Condate se nomment Éléonoradus et Juleraimus, en hommage, d'une part à la grande comédienne italienne Eleonora Duse, d'autre part à l'acteur français Jules Muraire, dit Raimu. Éléonoradus a par ailleurs les traits de l'acteur Laurent Terzieff.
Planche 26, case 10, page 30 : Le préfet romain venu assister à la représentation théâtrale est entouré par les caricatures d'Albert Uderzo, à sa droite, et de René Goscinny, un peu plus loin sur sa gauche. Ce qui fait la deuxième fois d'affilée que les auteurs s'intègrent dans leur album, à la façon des apparitions d'Alfred Hitchcock dans ses films (première fois dans Astérix aux Jeux olympiques, page 29).
Planches 39 et 40, page 43 et 44 : Le langage du questeur romain imite l'aspect des formulaires administratifs.
Pour la première fois de la série, on voit Astérix sortir son épée et combattre avec. Ça reste très rare, il recommencera par exemple dans Le cadeau de César et Le griffon.

### Villes et lieux traversés
- Le village des Gaulois ;
- Condate (Rennes) (lieu où se rendent Astérix et Obélix pendant une grande partie de l'histoire) ;
- Le village de Moralélastix, situé sûrement sur les falaises de la Côte d'Albâtre dans l'actuel département Seine-Maritime en Normandie (en raison de la présence de hautes falaises).

### Citations latines
- Quo vadis ? (Où vas-tu ?) : phrase prononcée par le garde de l'entrée du camp de Petibonum.
- Vae victis : (Malheur aux vaincus) (page 13) : phrase prononcée par un légionnaire de Petibonum.
- Ubi solitudinem faciunt, pacem appellant (Où ils ont fait un désert, ils disent qu'ils ont fait la paix) (page 15) : phrase prononcée par le pirate Triple-Patte.
- Fluctuat nec mergitur (Il est battu par les flots, mais ne sombre pas) : phrase prononcée par le directeur de la banque Crédit Latin à Astérix, sous la forme « Nous avons mergitur, mon vieux, et je ne sais pas quand nous allons fluctuat de nouveau ! ».

## Tirage
Le tirage original s'élève à 1 100 000 exemplaires.